# Phygadeuon manitouensis
Phygadeuon manitouensis är en stekelart som först beskrevs av Henry Lorenz Viereck 1905.  Phygadeuon manitouensis ingår i släktet Phygadeuon och familjen brokparasitsteklar. Inga underarter finns listade i Catalogue of Life.